# Ngawang
Ngawang (auch: Ngagwang; tib.: ngag dbang, THDL: Ngawang, Transkription der VRCh: Ngawang; Herr der Sprache (Manjushri)) ist ein häufig verwendeter Bestandteil tibetischer Namen.
Ngawang ist Bestandteil des Namens folgender Personen:
- Ngawang Lobsang Chöden (1642–1714), tibetischer Geistlicher und Autor
- Ngawang Lobsang Gyatsho (1617–1682), 5. Dalai Lama Tibets
- Ngawang Lobsang Tenpe Gyeltshen (Tshemönling Hutuktu) (1844–1919), Geistlicher des tibetischen Buddhismus und Regent Tibets
- Ngapoi Ngawang Jigmê (1910–2009), tibetischer Politiker